# Juicio mediático
Los juicios mediáticos o procesos paralelos mediáticos son el conjunto de informaciones aparecidos a lo largo de un periodo de tiempo en los medios de comunicación sobre un asunto subíndice, a través de los cuales se efectúa por dichos medios una valoración sobre la regularidad legal y ética del comportamiento de personas implicadas en los hechos cometidos a dicha investigación judicial. Tiene que ver con la idea de que los medios de comunicación (llamados el «cuarto poder») tienen la función de crear opinión y conseguir beneficios (enriquecer a la empresa).
Son una disfunción periodística ya que no solo informan a la población, causan una opinión paralela y, por tanto, se atribuyen otra responsabilidad de la que en principio tienen los medios de comunicación.

## Descripción
Durante los casos judiciales de alta publicidad, muchas veces se acusa a los medios de comunicación de provocar una atmósfera de histeria pública similar a la de un linchamiento, que no sólo hace casi imposible un juicio justo, sino que, independientemente del resultado del proceso judicial, el acusado no podrá vivir el resto de su vida sin un intenso escrutinio público.
Aunque en la angloesfera el término «juicio mediático» (trial by media) se popularizó en 1967, la idea de que los medios populares pueden tener una fuerte influencia en el proceso judicial se remonta sin duda al desarrollo de la imprenta y probablemente a mucho antes. Esto no incluye el uso de una prensa controlada por el Estado para criminalizar a los opositores políticos, sino que, en su significado comúnmente entendido, abarca todas las ocasiones en las que la reputación de una persona se ha visto drásticamente afectada por publicaciones aparentemente no políticas.
La cobertura de la prensa intenta reflejar las opiniones de la gente de la calle. Sin embargo, generalmente se da más credibilidad al material impreso que a los «chismorreos de oficina». La responsabilidad de la prensa de confirmar los informes y filtraciones sobre las personas que están siendo juzgadas ha sido objeto de un escrutinio cada vez mayor y los periodistas están pidiendo estándares más altos. Hubo mucho debate sobre el juicio político al presidente estadounidense Bill Clinton y la investigación del fiscal Kenneth Starr y sobre cómo los medios manejaron el prorceso al informar sobre los comentarios de los abogados que influyeron en la opinión pública. En el Reino Unido, unas normas estrictas sobre el desacato limitan la cobertura que hacen los medios de comunicación de los procedimientos judiciales después de que una persona haya sido detenida formalmente. Estas normas están diseñadas para que el acusado reciba un juicio justo ante un jurado que no haya sido empañado por una cobertura mediática previa. Los periódicos Daily Mirror y The Sun han sido procesados en virtud de estas normas, aunque ha sido en pocas ocasiones. También está dentro de la potestad de los tribunales ingleses impedir que el jurado acceda a los dispositivos electrónicos durante el transcurso del juicio. Además, los oficiales de seguridad del juzgado están autorizados a buscar dispositivos electrónicos que sospechen que un miembro del jurado puede no haber entregado según la resolución del juez. En consecuencia, llevar a cabo una investigación sobre el caso utilizando dispositivos electrónicos y, de hecho, compartir esta información con otros miembros del jurado, se castiga con una multa o prisión de hasta dos años.

## Destinatario y medios de difusión
El objetivo es un sujeto a culpar que se coloca en el centro de los juicios mediáticos y que muchas veces termina siendo señalado para la reprobación pública, tanto en relación con la historia principal como en lo que respecta a elementos subjetivos y de personalidad o carácter que van totalmente más allá de la historia que origina la atención mediática. A veces, si los tonos son particularmente violentos o culpables, también se utiliza el término «linchamiento mediático» o «picota mediática».
Este proceso de «invención» o «fabricación» del culpable con frecuencia logra ser tan convincente y sugestivo que influye en la opinión pública, incluso cuando la solución del caso ha permitido determinar los verdaderos autores y exonerar a los que han sido objeto de acusaciones mediáticas. El papel principal en el «proceso mediático» lo desempeña el medio televisivo: tanto por el mayor favor que le conceden los espectadores en comparación con otros medios de información como por la particularidad del propio medio, que se adapta bien a la información simplificada e instantánea y a las reconstrucciones virtuales y evocadoras de lugares y acontecimientos. En la doctrina se discute sobre los vínculos e influencias que se pueden crear y nutrir con las actividades investigativo-judiciales y las estrategias defensivas en la jurisdicción.

## Fenomenología
Desde un punto de vista fenomenológico, la patología que subyace al llamado «juicio mediático» se realiza, especialmente por medio del medio televisivo, a través de la formación de un proceso generalizado de culpabilidad, compartido por una gran audiencia de televidentes, como resultado de un «juicio celebrado en los medios». Este fenómeno de la comunicación televisiva y del periodismo surge de una sinergia patológica que se establece entre los ciudadanos-espectadores y los medios de comunicación de masas, especialmente la televisión. Se considera emblemático del cambio social que transfiguró el rostro antropológico de las sociedades occidentales en las aproximadamente dos décadas que transcurrieron entre principios de siglo.
Este fenómeno ha estimulado reflexiones doctrinales sobre las evidentes distorsiones que se despliegan sobre la correcta constatación de la verdad judicial, constatación que, en un Estado de derecho, debe ser competencia exclusiva de un juicio justo regulado por reglas, en el que la acusación y la defensa puedan enfrentarse dentro del perímetro certero y garantizado del complejo de normas y procedimientos que rigen la persecución penal en el juicio ordinario.
Los juicios mediáticos siguen su curso manteniendo «cada vez menos puntos de contacto con el legal», emitiendo «sentencias mediáticas» de condena o absolución en tiempos mucho más rápidos que los de la justicia, comenzando el mismo día del hecho penal y llegando muchas veces a su conclusión cuando el verdadero juicio está en sus primeras etapas procesales. Las «sentencias mediáticas» son veredictos de condena o absolución social que producen efectos sociales y económicos inmediatos, con «consecuencias devastadoras» en la vida social, en el mundo de los afectos, en el círculo profesional del culpable mediático: malestar social y aislamiento, vergüenza, que incluso puede desestabilizar la salud mental de la persona. Los resultados de estos veredictos se consolidan en «sentencias sin apelación» con la única presentación de pruebas incriminatorias. No se detienen y se vuelven irreversibles, con todas sus consecuencias sociales, incluso cuando los resultados de la investigación o los del juicio posterior ya tienen resultados diferentes: en tales casos, el imaginario colectivo está marcado indeleblemente por las impresiones generadas en la historia mediática; por eso, los resultados de las investigaciones, las aclaraciones de los investigadores y los resultados de los juicios llegan «demasiado tarde a los medios» en comparación con los tiempos muy cercanos a los que se alimenta la televisión; incluso la absolución definitiva, en algunos casos, es insuficiente para eliminar el estigma social que había afectado al acusado.
Otro perfil problemático asociado al fenómeno social se refiere a la posibilidad de que el «ruido» mediático y las expectativas de las multitudes de televidentes terminen perturbando la serenidad del jurado popular en los diversos grados y condicionando su expresión de juicio.